# ساختمان کوشک
ساختمان کوشک مربوط به اواخر دوره قاجار - دوره معاصر است و در تهران، میدان فردوسی ـ خیابان فردوسی ـ خیابان کوشک واقع شده و این اثر در تاریخ ۲۴ بهمن ۱۳۷۵ با شمارهٔ ثبت ۱۸۳۴ به‌عنوان یکی از آثار ملی ایران به ثبت رسیده است.
ساختمان کوشک محل استقرار مرکز مطالعات منطقه‌ای پاسداری از میراث فرهنگی ناملموس در آسیای غربی و مرکزی (وابسته به یونسکو) است.

## نگارخانه

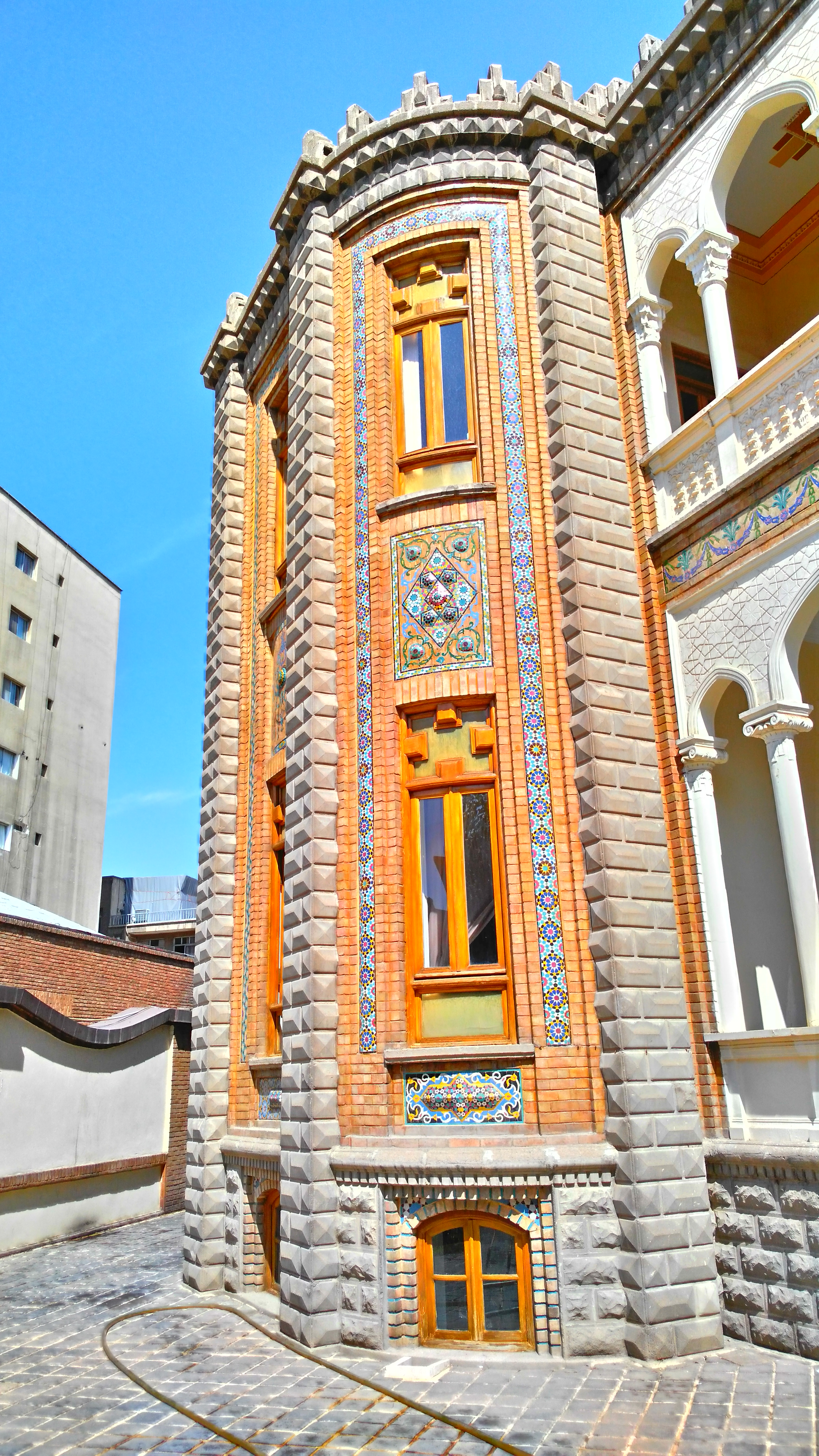
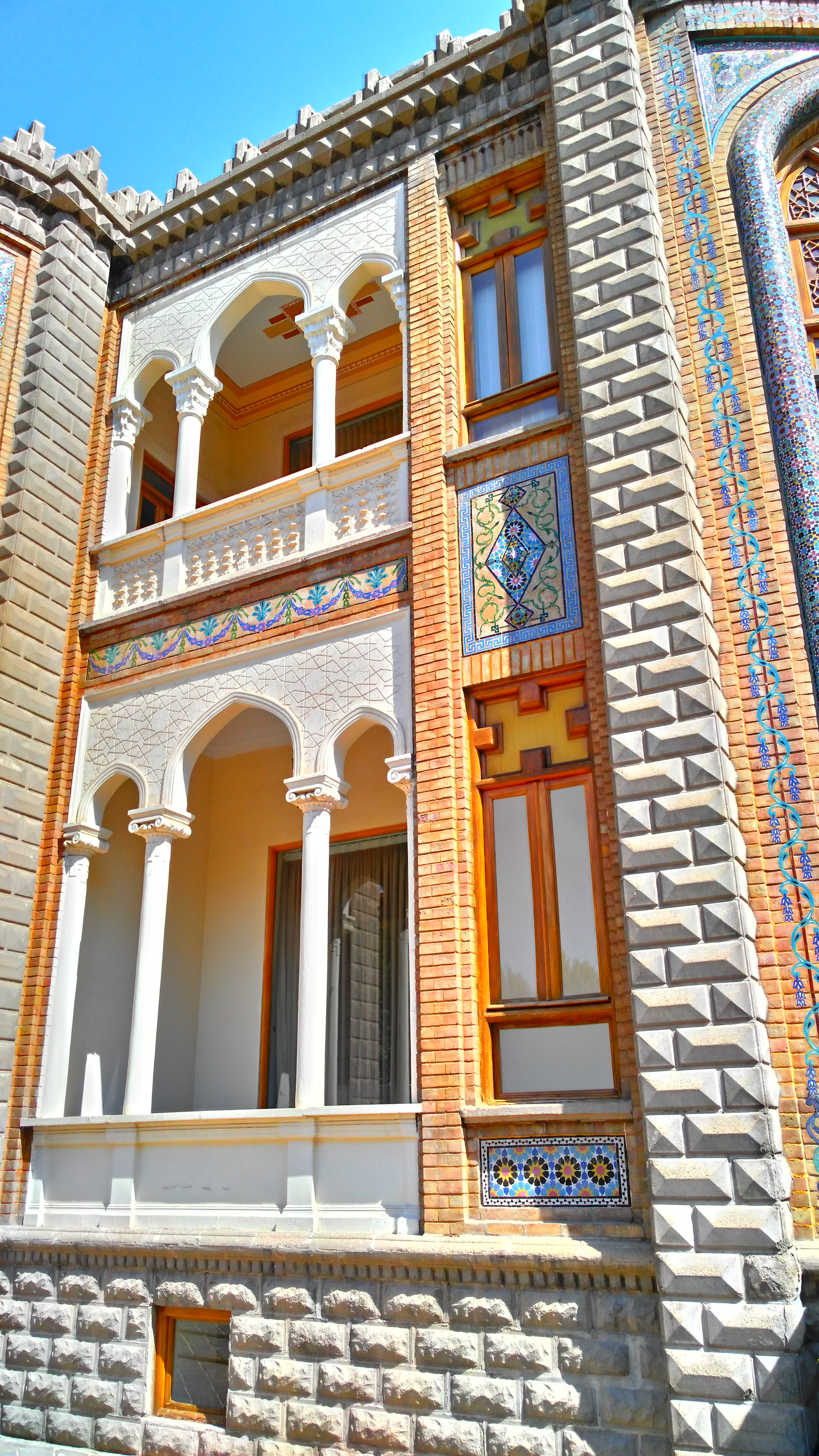
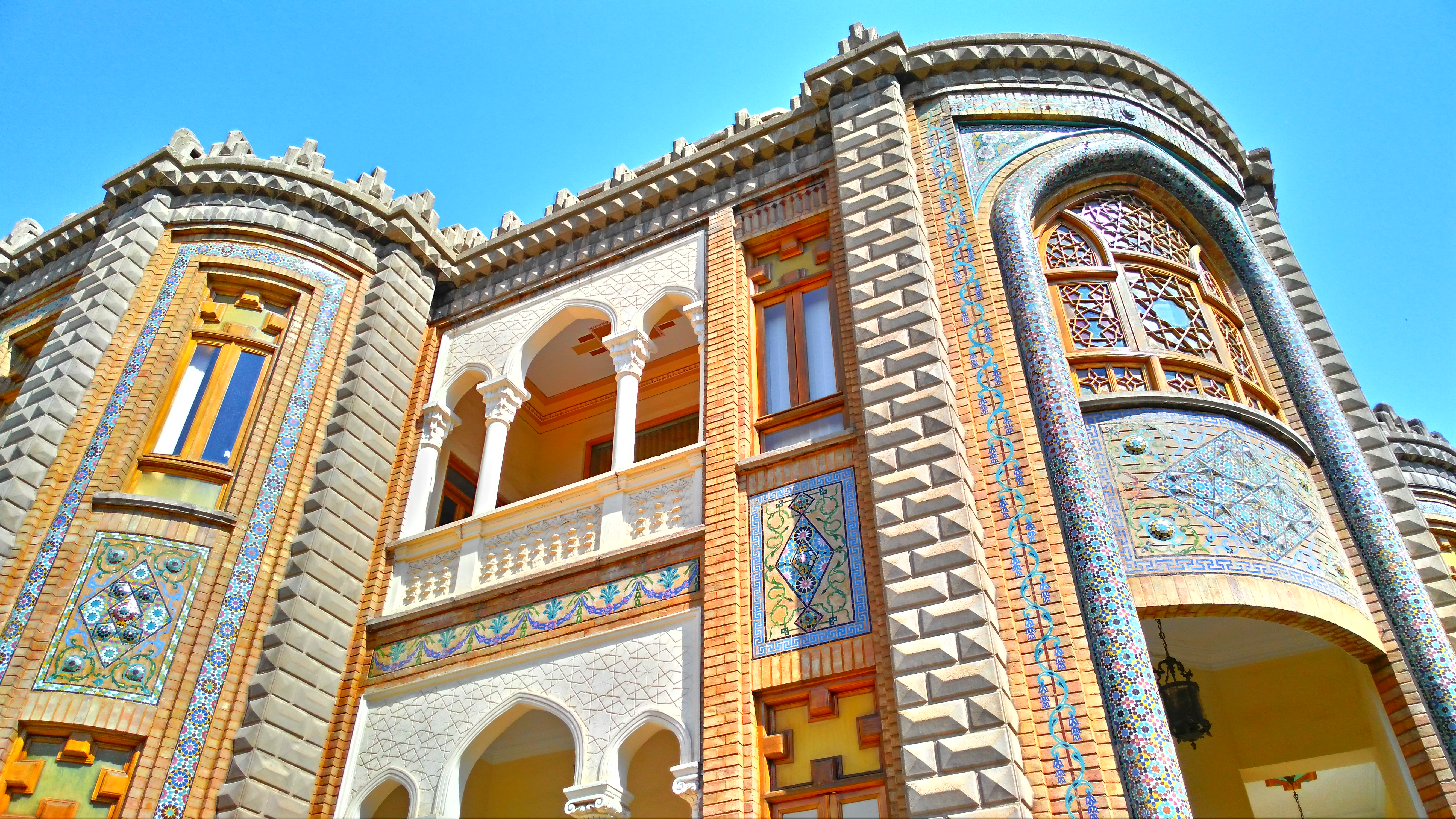
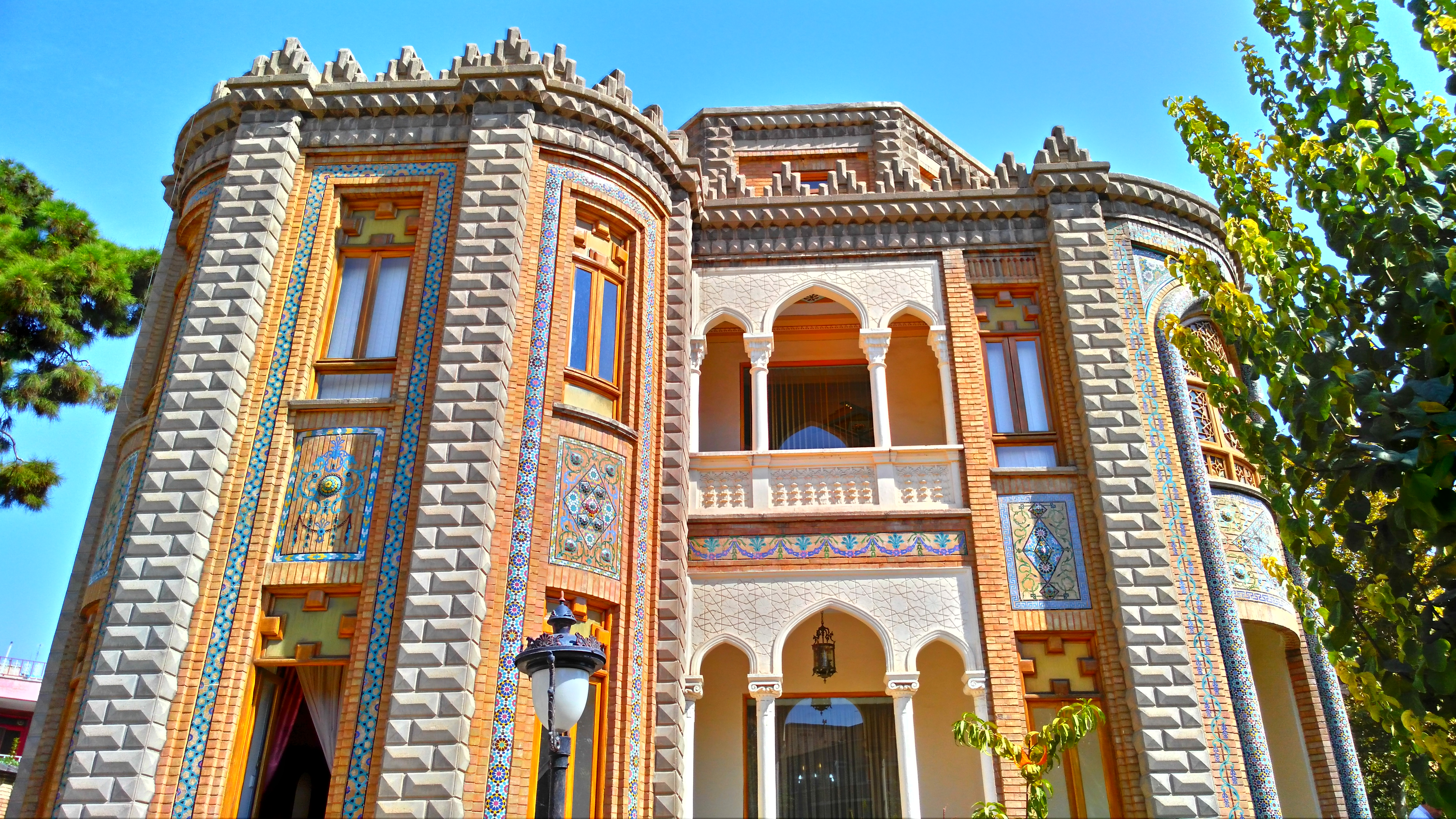
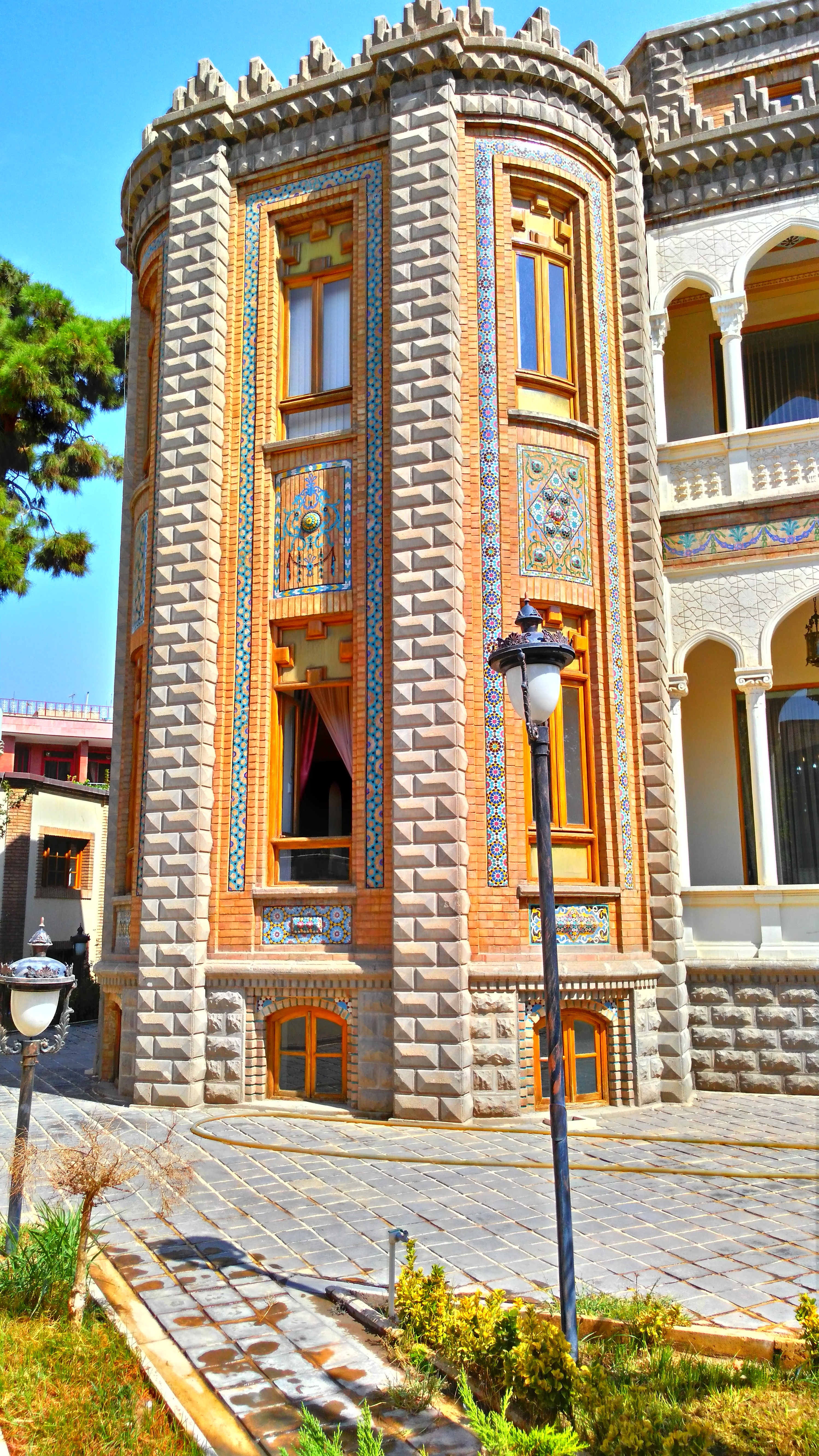
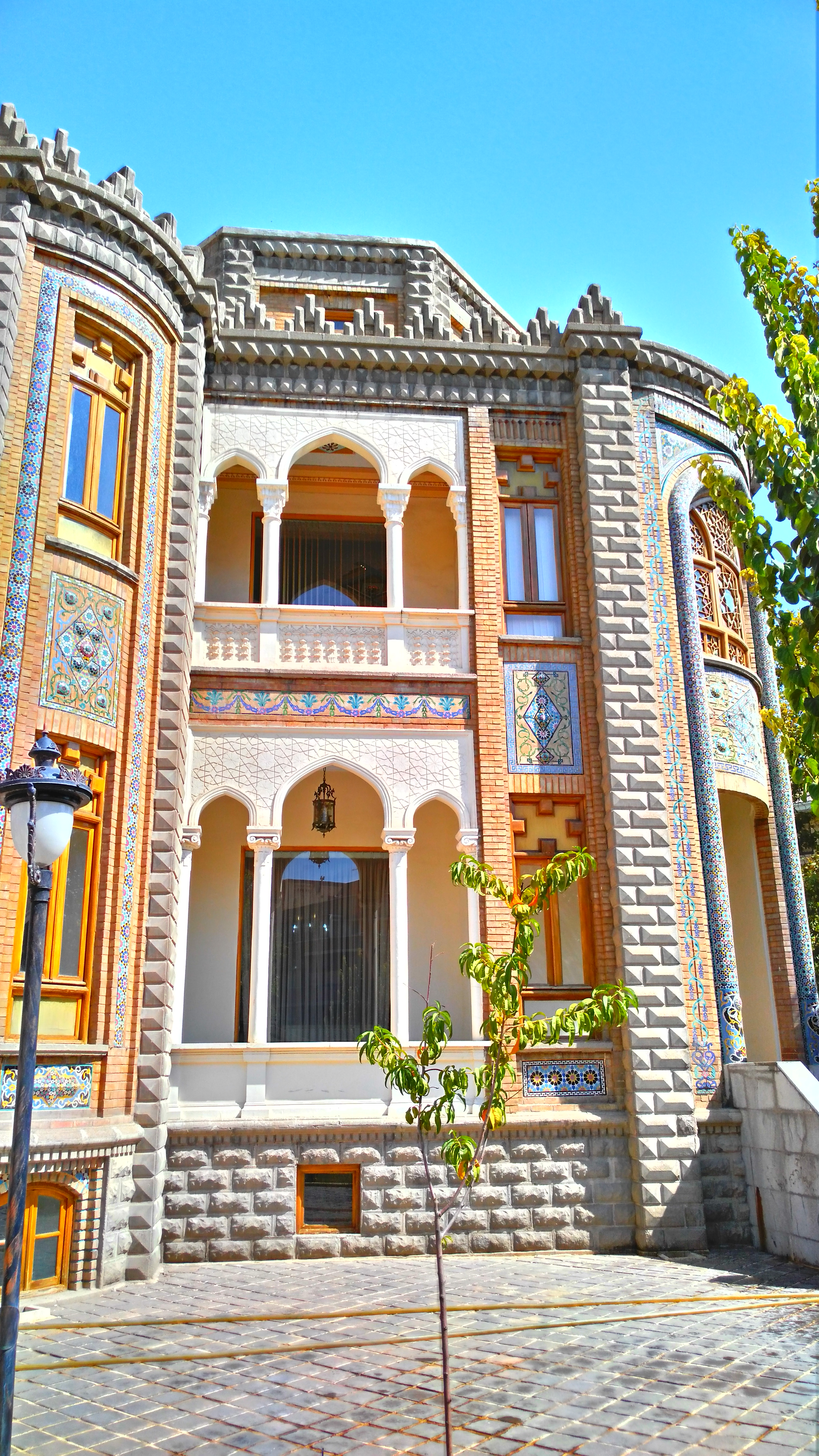
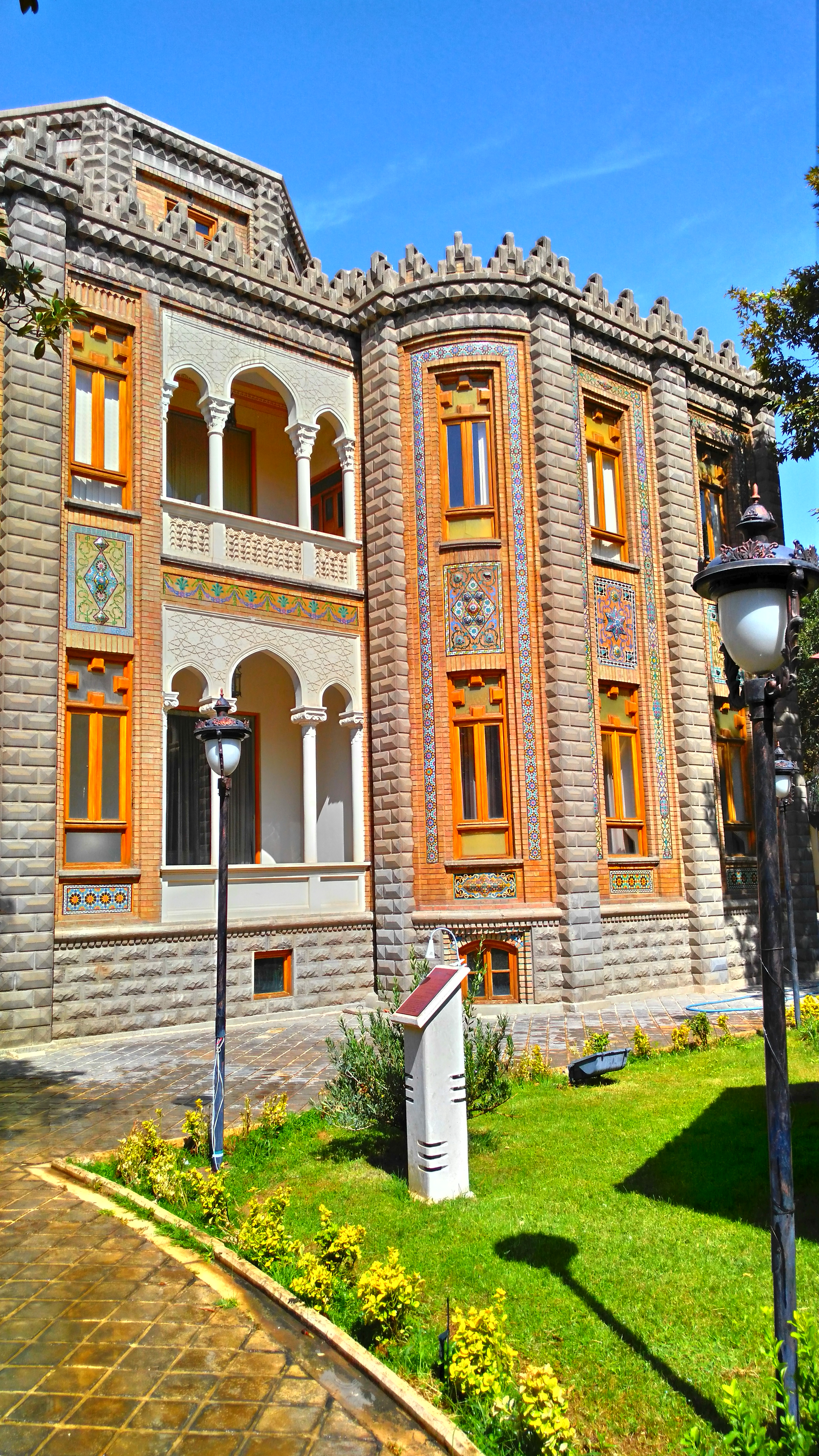
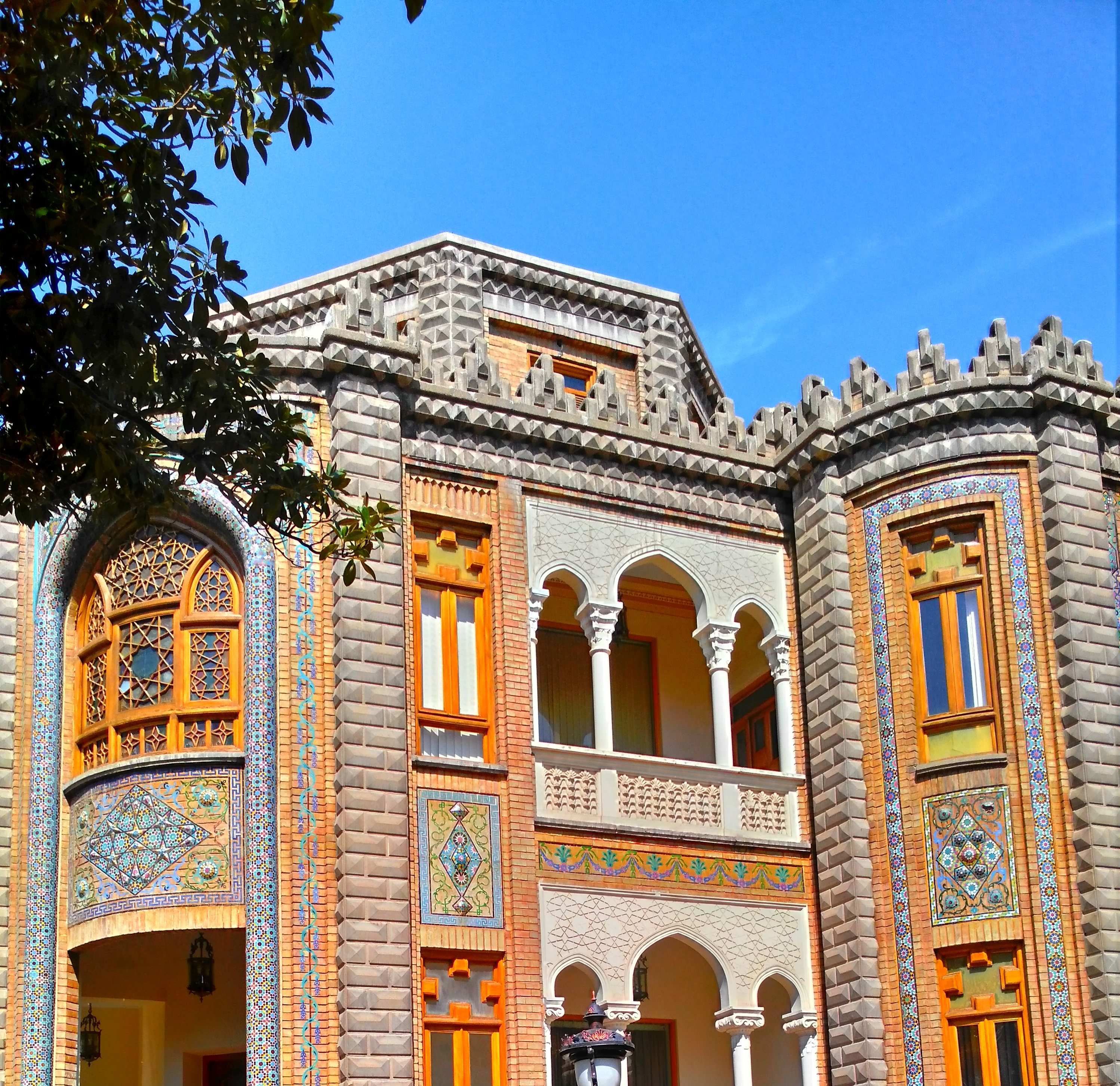